# Mixodiaptomus ortizi
Mixodiaptomus ortizi is een eenoogkreeftjessoort uit de familie van de Diaptomidae. De wetenschappelijke naam van de soort is voor het eerst geldig gepubliceerd in 1984 door Alonso.